# Viktor Ujčík
Viktor Ujčík (ur. 24 maja 1972 w Igławie) – czeski hokeista, reprezentant Czech.
Jego szwagrem został inny hokeista, Tomas Kucharčík.

## Kariera
- HC Dukla Jihlava (1990-1995)
- Slavia Praga (1995-1997)
- HC Oceláři Trzyniec (1997-2001)
- Slavia Praga (2001-2002)
- HC Pilzno 1929 (2002-2003)
- Sparta Praga (2003-2004)
- HC Dukla Jihlava (2004)
- Kärpät (2004-2007)
- HC Vítkovice (2007-2013)
- HC Dukla Jihlava (2013-2014)

Wychowanek i od 2013 ponownie zawodnik Dukli Jihlava. W swojej karierze przez wiele sezonów grał w ekstralidze czeskiej (wcześniej w czechosłowackiej, łącznie 17 do 2013), a także w fińskich rozgrywkach SM-liiga. 4 stycznia 2014 zakończył karierę zawodniczą z uwagi na kontuzję kolana.
Jest jednym z najskuteczniejszych zawodników w historii czeskiej ekstraligi.
Uczestniczył w turniejach mistrzostw świata w 1996, 1997, 1999, 2001, 2002.

## Sukcesy i osiągnięcia
Reprezentacyjne
- Złoty medal mistrzostw świata: 1996, 1997, 2001
- Brązowy medal mistrzostw świata: 1997

Klubowe
- Złoty medal mistrzostw Czechosłowacji: 1991 z Duklą Jihlava
- Złoty medal 1. ligi: 1995 z Oceláři Trzyniec
- Awans do ekstraligi: 1995 z Oceláři Trzyniec
- Srebrny medal mistrzostw Czech: 1998 z Oceláři Trzyniec, 2010, 2011 z Vítkovicami
- Brązowy medal mistrzostw Czech: 1999 z Oceláři Trzyniec, 2003, 2004 ze Spartą Praga
- Złoty medal mistrzostw Finlandii: 2005, 2007 z Kärpät
- Brązowy medal mistrzostw Finlandii: 2006 z Kärpät
- Finał Pucharu Mistrzów: 2006 z Kärpät
- Puchar European Trophy: 2007 z Kärpät
- Puchar Tatrzański: 2007, 2009 z Vítkovicami

Indywidualne
- Ekstraliga czeska 1995/1996:
  - Pierwsze miejsce w klasyfikacji strzelców w sezonie zasanidniczym: 37 goli
- SM-liiga 2004/2005:
  - Pierwsze miejsce w klasyfikacji strzelców goli w osłabieniu: 3 gole
- Ekstraliga czeska w hokeju na lodzie (2010/2011):
  - Zlatá helma Sencor - Najbardziej Wartościowy Zawodnik (MVP)
- Ekstraliga czeska w hokeju na lodzie (2011/2012):
  - Nagroda na zawodnika grającego w najbardziej sportowy sposób

Rekordy ekstralidze czeskiej
- Czwarte miejsce w klasyfikacji liczby rozegranych meczów: 955
- Pierwsze miejsce w klasyfikacji strzelców: 404 gole
- Siódme miejsce w klasyfikacji asystentów: 391 asyst
- Drugie miejsce w klasyfikacji kanadyjskiej: 795 punktów